# دیکینسون (تگزاس)
دیکینسون، تگزاس(به انگلیسی: Dickinson, Texas) شهری در ایالت تگزاس از ایالات جنوبی ایالات متحده آمریکا است. در سرشماری سال ۲۰۰۰، جمعیت این شهر ۱۷۰۹۳ نفر اعلام شد.